# The Runners
The Runners – duet producencki pochodzący z Orlando w stanie Floryda. W jego skład wchodzą Jermaine "Mayne Zayne" Jackson i Andrew "Dru Brett" Harr. Skład powstał w 2000 roku.
Współpracowali między innymi z: Rick Ross, Chamillionaire, Keyshia Cole, Kid Ink, Ace Hood, Chris Brown, Fat Joe, Juelz Santana, Nelly, Jim Jones, Lil Wayne, Justin Bieber, Nicole Scherzinger, Rihanna, Fabolous oraz Usher.